# Кремльовка
Кремльо́вка (рос. Кремлёвка) — присілок у складі Каменського міського округу Свердловської області.
Населення — 285 осіб (2010, 250 у 2002).
Національний склад станом на 2002 рік: росіяни — 78 %.